# Avenida Doutor João Guimarães
A Avenida Doutor João Guimarães é uma importante via da Vila Sônia, bairro localizado na capital paulista.
Sua denominação é uma referência ao Dr. João Antônio de Oliveira Guimarães, fluminense vice-presidente do Estado do Rio de Janeiro na década de 1910↑ .